# Plexippus bhutani
Plexippus bhutani är en spindelart som beskrevs av Zabka 1990. Plexippus bhutani ingår i släktet Plexippus och familjen hoppspindlar. Inga underarter finns listade i Catalogue of Life.